# Thomas Pazyj
Thomas Pazyj (født 8. april 1955 i København, død 27. november 2016) var en dansk håndboldspiller, som deltog under OL 1976 og 1980.

## Håndboldkarrieren
Thomas Pazyj spillede i begyndelsen af sin karriere i den københavnske klub Saga. Senere spillede han i HF Olympia i Helsingborg, inden han sluttede som aktiv i Skovbakken i Aarhus. Som Saga-spiller blev han næstmest scorende spiller i 1. division i 1975-76 med 135 mål i 18 kampe. Det blev også til en tid i Randers, hvor han spillede sammen med broderen Lars Pazyj.
I 1976 var han som 18-årig med på Danmarks håndboldlandshold, som endte på en ottendeplads under OL. Han spillede i alle seks kampe og scorede 18 mål.
Fire år senere kom han på en niendeplads med det danske hold under OL 1980. Han spillede i fire kampe og scorede ni mål.
Han var med ved VM i Danmark i 1978, hvor landsholdet sluttede på en fjerdeplads.
I alt blev det til 87 landskampe, hvor han scorede 193 mål. Han spillede som regel højre fløj, men han kunne også spille højre back.

## Civil karriere
Pazyj studerede biologi og geografi og tog senere en lederuddannelse. Han var fra 2010 direktør for Regionshospitalet Randers, indtil sygdom i 2016 gjorde det nødvendigt for ham at stoppe karrieren. Han døde sidst i november samme år.